# The Shamen
The Shamen sono stati un gruppo musicale originario di Aberdeen, in Scozia.
Ricordati fra i primi gruppi ad aver attuato una fusione di indie rock e musica rave, gli Shamen hanno fuso rock, rap e dance allontanandosi sempre più dalla psichedelia di stampo anni sessanta degli esordi.

## Storia
Si è formato nel 1985 come gruppo di rock psichedelico. I suoi membri fondatori sono stati Colin Angus (24/8/1961), Derek McKenzie (27/2/1964) e Keith McKenzie (30/8/1961) già compagni in un precedente gruppo, gli Alone Again Or. Si aggiunse quasi subito Peter Stephenson alle tastiere. Nell'arco della sua attività il gruppo subì molti cambi di formazione con il solo Angus sempre presente fino allo scioglimento avvenuto nel 1999.
Sono ricordati per essere stati tra i primi gruppi ad aver sperimentato la fusione dell'indie rock con la musica dance elettronica e l'hip hop. Il loro maggiore successo avvenne nel 1992 con il singolo Ebeneezer Goode estratto dall'album Boss Drum che rimase al primo posto della classifica inglese per quattro settimane e che vide la partecipazione del cantante rapper Mr. C.
Hanno pubblicato in totale sette album in studio tra cui En-Tact del 1990 considerato da Allmusic uno degli album più importanti della nuova musica dance ed il già citato Boss Drum che raggiunse il terzo posto della classifica inglese.

## Discografia

### Album
- 1987 - Drop
- 1989 - In Gorbachev We Trust
- 1989 - Phorward
- 1990 -	En-Tact
- 1992 -	Boss Drum
- 1995 -	Axis Mutatis
- 1996 -	Hempton Manor
- 1998 -	UV